# Leo Mens
Leonard Johannes (Leo) Mens (Noordwijk (Zuid-Holland), 26 januari 1879 – Leiden, 3 november 1960) was een Nederlands organist en componist.
Hij was zoon van muziekonderwijzer en pianohandelaar Hendrik Mens en Helena Petronella Ouwehand. Een van zijn grootvaders was organist van de Hervormde Kerk in Noordwijkerhout. Hijzelf was getrouwd met Aaltje Anna de Zwaan, dochter van zijn orgelleraar. Hij werd begraven op Begraafplaats Rhijnhof.
Hij kreeg zijn eerste opleiding van organist C.B. Duyster in Leiden. Vervolgens kwam er een opleiding aan het Haags Conservatorium. Hij studeerde vakken als piano, orgel en harmonie/compositieleer bij docenten als Johannes Andries de Zwaan, Carl Oberstadt, Van Ling en Henri Viotta. Het einddiploma orgel haalde hij met hoogste lof. Hij trad daarna als solist op in Leiden en Den Haag, alwaar hij ook dirigent was. Zo leidde hij het koor bij de festiviteiten na de geboorte van prinses Juliana. Hij werkte ook nog in de pianohandel van zijn vader en van daaruit werd hij organist te Delft (Waalse Kerk, 1903-1905), Den Haag (Nieuwe Kerk, 1905-1927) en Leiden (Pieterskerk, 1927-1956, als opvolger van Duyster) In de steden was hij tevens muziekonderwijzer, zoals ook tussen 1920 tot 1944 aan genoemd conservatorium.
In Leiden en omstreken waren zijn concerten die hij verzorgde met hoboïst Jaap Stotijn befaamd. Hij schreef Schemering en Prinsesselied, beide voor koor en enkele andere (kerst-)liederen en werkjes voor piano. Een aantal werd uitgegeven door Koninklijke Bond van Christelijke Zang- en Oratoriumverenigingen. Hij bewerkte De heilige stad van Stephen Adams voor harmonium. Hij was de auteur van Elementaire Klaviermethode en Oorsprong en stijl der psalmwijzen (1937), enkele muziekkritieken en werkte mee aan het verschijnen van een nieuw koraalboek in de jaren veertig). Hij werkte samen met Johanna Wagenaar (dochter van Johan Wagenaar) en Adriaan Engels mee aan Hervormde bundel van 1938. Naast deze werkzaamheden was hij bestuurslid van allerlei verenigingen binnen de Leidse muziekwereld.